# Abdullah Matay
Abdullah Matay (* 6. Januar 1928 in Eskişehir; † 12. Mai 2011 ebenda) war ein türkischer Fußballspieler, -trainer, -manager und -funktionär. Aufgrund seiner langjährigen Tätigkeiten für Eskişehirspor wird er sehr stark mit diesem Verein assoziiert. Besonders durch seine Leistungen als Trainer und Manager wird er auf Fan- und Vereinsseite als einer der wichtigsten Trainer der Vereinshistorie betrachtet. Als Gründungsmitglied des Vereins und später in den Tätigkeiten Trainer, Manager und Vereinsfunktionär wird er als eine der Schlüsselfiguren angesehen, die Eskişehirspor in den 1960er und 1970er Jahren als erste anatolische Mannschaft zu einer ernstzunehmenden Konkurrenz zu den drei großen Istanbuler Vereinen Galatasaray, Beşiktaş und Fenerbahçe machten. In dieser Zeit wurde man in den Spielzeiten 1968/69, 1969/70, 1971/72 dreimal Türkischer Vizemeister, gewann einmal den Türkischen Fußballpokal, einmal den Türkischen Fußball-Supercup und dreimal den Başbakanlık Kupası. Hinzu kamen mehrere Finalteilnahmen in den wichtigen nationalen Pokalwettbewerben.

## Spielerkarriere

### Verein
Matay begann mit dem Fußballspielen auf der Straße und spielte anschließend in diversen Amateur- und Schulmannschaften. Bis zum Sommer 1951 war er für die in seiner Heimatstadt befindliche Betriebsmannschaft der Flugzeugfabrik, der Eskişehir Tayyare SK, tätig. Matays erste bestätigte Tätigkeit im Profifußball begann 1951 mit seinem Wechsel zum türkischen Traditionsklub Fenerbahçe Istanbul. Mit diesem Verein spielte er vor der Erstligagründung 1959 noch in der damals regional ausgetragenen İstanbul Profesyonel Ligi (dt.: Istanbuler Profiliga), der damals renommiertesten Liga der Türkei. In der Saison 1952/53 erreichte er mit seiner Mannschaft die Meisterschaft dieser Liga.
Zum Saisonende 1952/53 äußerte Matay den Wunsch, aus familiären Gründen diesen Verein zu verlassen, um zu einem Hauptstadtverein wechseln zu können. Schließlich einigte er sich mit MKE Ankaragücü und wechselte in die Ankara Futbol Ligi (dt.: Fußballliga Ankara).
Nach drei Jahren für die Hauptstädter verließ Matay Ankaragücü zum Sommer 1956 und wechselte wieder in die Istanbuler Profiliga zu Beykozspor 1908, neben Fenerbahçe ein weiterer Verein von der asiatischen Seite Istanbuls. Ab Frühjahr 1959 nahm er mit Beykozspor an der neugegründeten und landesweit ausgelegten Millî Lig, mit heutigem Namen Süper Lig, teil. Bisher existierte in der Türkei keine nationale Liga, sondern es existierten in den größeren Ballungszentren regionale Ligen. Von diesen regionalen Ligen war die renommierteste die İstanbul Profesyonel Ligi. Die erste Spielzeit wurde von Februar 1959 bis zum Juni 1959 ausgespielt und endete mit der Meisterschaft von Fenerbahçe Istanbul. Nachdem man die ersten zwei Spielzeiten dieser neuen Liga eher auf den unteren Tabellenplätzen beendet hatte, belegte man am Ende der Spielzeit 1960/61 den 4. Tabellenplatz. Matay war mit sechs Toren als einer der erfolgreichsten Torschützen seines Vereins maßgeblich beteiligt. Die nachfolgende Spielzeit belegte Beykozspor wieder einen unteren Tabellenplatz, Matay war aber mit seinen zehn Ligatoren zusammen mit seinem Teamkollegen Şirzat Dağcı der erfolgreichste Torschütze seines Vereins. In der Hinrunde der nächsten Spielzeit blieb Matay ohne Spieleinsatz, worauf er den Wunsch äußerte, den Verein zur Wintertransferperiode zu verlassen. Mit dem Beginn der Wintertransferperiode wechselte er zum Istanbuler Amateurverein Taksim SK. Nach eineinhalb Jahren beendete er zum Sommer 1965 seine aktive Profifußballspielerlaufbahn.
Nachdem er als erster Trainer beim neugegründeten Fußballverein seiner Heimatstadt Eskişehir, bei Eskişehirspor, am Spielgeschehen der damals zweithöchsten türkischen Spielklasse, der 2. Lig, teilgenommen hatte, stellte er sich bei einigen Ligabegegnungen selbst auf und verlängerte so seine Fußballspielerlaufbahn um ein weiteres Jahr. Zum Saisonende 1965/66 erreichte man die Meisterschaft und stieg das erste Mal in der Vereinsgeschichte in die höchste türkische Spielklasse, die 1. Lig, auf. Im Anschluss an diesen Erfolg erklärte er das endgültige Ende seiner Fußballspielerlaufbahn.

### Nationalmannschaft
1952 wurde Matay im Rahmen des Mittelmeer-Cups das erste Mal in seiner Karriere in den Kader der Türkische U21-Nationalmannschaft nominiert. Während dieses Turniers absolvierte er insgesamt drei Spiele für die türkische U-21.
Etwa fünf Jahre nach seinen Einsätzen für die U-21 wurde er vom damaligen Nationaltrainer László Székely für ein Testspiel gegen die Polnische Nationalmannschaft in den Kader der türkische A-Nationalmannschaft berufen und absolvierte sein erstes und einziges Länderspiel. Ein halbes Jahr nach seinem Länderspieldebüt spielte er in einem Testspiel gegen die 2. Auswahl Spaniens für die 2. Auswahl der Türkei.

## Trainerkarriere
Zum Sommer 1963 wurde ein landesweit ausgelegtes Turnier zwischen den Universitäten der Türkei veranstaltet. Dabei sollte Eskişehir durch die Mannschaft der Akademie der Wirtschaftswissenschaften Eskişehir, damals in der Stadt kurz als Akademispor bezeichnet, vertreten werden. Da Matay damals zu den wenigen Profifußballspielern gehörte die seine Heimatstadt Eskişehir hervorbrachte, versuchte man ihn für die Teilnahme zu gewinnen. Matay willigte ein und übernahm die Doppelfunktion Spielertrainer. Im Finale besiegte man die Mannschaft der Ege Üniversitesi (deutsch: Ägäis-Universität) deutlich mit 6:0. Nach diesem deutlichen Erfolg äußerte der im Veranstaltungsgremium sitzende Burhanettin Türker die Frage: „Wenn Ihr schon so eine Mannschaft besitzt, wieso nimmt Ihr nicht an der 2. Lig [damals die erst zwei Jahre zuvor gegründete zweithöchste türkische Spielklasse] teil?“. Diese Frage bekam der Manager der Mannschaft, Nafiz Yazıcıoğlu, mit und leitete diese Frage in Eskişehir weiter. Durch das Zusammenkommen von den Stadtnotabeln wurde dann Eskişehirspor gegründet und als erster Präsident Aziz Bolel gewählt. Für die Zweitligasaison 1965/66 wurde eine Teilnahmeanfrage gestellt, die wenig später bestätigt wurde. Mit den meisten Spielern von Akademispor wurde der Kader von Eskişehirspor aufgestellt und Matay in der Doppelfunktion Spielertrainer als erster Trainer des Vereins bestimmt. Matay zählte auch zu den Gründungsmitgliedern des Vereins. Einige Spieltage nach Saisonbeginn übergab Matay das Amt des Cheftrainers an den jugoslawischen Trainer Borovic und assistierte diesem Trainer als Co-Trainer. Neben dieser Tätigkeit wurde er auch zum sportlichen Manager des Vereins erklärt. In der Spielzeit 1965/66 wurde die Liga in zwei Etappen gespielt. In der ersten Etappe qualifizierten sich in zwei Gruppen die ersten vier Mannschaften für die Finalrunde, welches wiederum die 2. Etappe ausmachte. Die ersten beiden Mannschaften der Finalrunde stiegen direkt in die 1. Lig auf. Unter Borovic qualifizierte man sich souverän für die Finalrunde, erwischte aber in der Finalrunde einen enttäuschenden Start. So wurde Borovic für den Rest der Saison durch Matay als Cheftrainer abgelöst. Mit Matay als Cheftrainer erreichte man bereits zur ersten Saison die Zweitligameisterschaft und stieg in die höchste türkische Spielklasse, die 1. Lig, auf. Durch die Zweitligameisterschaft qualifizierte man sich auf für die Teilnahme am Başbakanlık Kupası (deutsch: Premierminister-Pokal). Matays Teams setzt sich im Finale mit Trabzon İdmanocağı durch und sorgte für den zweiten Titelgewinn seiner Mannschaft.
Nach der Premierminister-Pokal-Begegnung wurde Matays Vertrag als Cheftrainer nicht verlängert und nach Vertragsablauf Cihat Arman als neuer Trainer vorgestellt. Nach seinem Rücktritt als Trainer arbeitete er als Manager weiter und sorgt dafür, dass sich der Verein in der 1. Lig etablierte. Nach einem Jahr mit Arman stellte man Abdullah Gegiç als Trainer ein. Unter diesem Trainer verlief die zweite Spielzeit eher unauffällig und man beendete die Tabelle auf dem 9. Tabellenplatz. Matay verließ den Verein 1968 und übernahm das Traineramt beim Zweitligisten Balıkesirspor und trainierte diesen bis zum Sommer 1969.
Zum Sommer 1969 kehrte er zu Eskişehirspor zurück und arbeitete fortan als Co-Trainer von Gegiç und betreute nebenbei die Nachwuchsabteilung. In der Zwischenzeit hatte Eskişehirspor in der Saison 1968/69 völlig überraschend die Vizemeisterschaft der Süper Lig erreicht. Diese Liga wurde bis zu diesem Zeitpunkt nur aus Mannschaften aus den drei Großstädten Istanbul, Izmir und Ankara zusammengestellt. Bis zu dieser Saison entschieden die drei großen Istanbuler Vereine Beşiktaş Istanbul, Fenerbahçe Istanbul und Galatasaray Istanbul die Meisterschaft der Süper Lig bzw. die Vizemeisterschaft unter sich. Dieser Erfolg war bis dato der größte einer anatolischen Mannschaft im türkischen Fußball. Die Mannschaften aus den Städten Izmir und Ankara erreichten bisher nur die Tabellenplätze 3 und 4. Nach dieser Vizemeisterschaft etablierte man sich als feste Größe im türkischen Fußball und erreichte unter der Führung von Gegiç und dessen Co-Trainer Matay die nächsten beiden Spielzeiten erneut die Vizemeisterschaft. In der Spielzeit 1969/70 erreichte man auch das Finale des Türkischen Fußballpokals, verlor aber das Finale gegen Göztepe Izmir. Die Spielzeit 1970/71 belegte man in der Liga zwar den 4. Platz konnte aber diesmal den Türkischen Fußballpokal und den Türkischen Supercup gewinnen. Nach diesem Erfolg verließ Gegiç nach vier Jahren den Verein und wurde durch Matay als Trainer ersetzt. Mit Matay startete Eskişehirspor erfolgreich in die Saison und setzte sich an der Tabellenspitze fest. Er nahm mit seiner Mannschaft auch am Europapokal der Pokalsieger der Spielzeit 1971/72 teil und setzte sich in der 1. Runde gegen den finnischen Vertreter MP Mikkeli deutlich mit 4:0 durch. In der zweiten Runde traf man auf den späteren Finalteilnehmer Dynamo Moskau. Das erste Spiel vor heimischer Kulisse verlor man mit 0:1. Das Rückspiel dominierte man die Begegnung, verlor aber erneut mit 0:1 und schied aus dem Wettbewerb aus. Bis zum Ende der Saison 1971/72 lieferte man sich mit Galatasaray Istanbul einen Kampf um die Meisterschaft und erreichte am Ende erneut die Vizemeisterschaft. Nach Saisonende spielte man gegen Altay Izmir um den Başbakanlık Kupası und gewann durch ein 2:0-Sieg diesen Pokal zum zweiten Mal.
Zur neuen Saison verließ Matay Eskişehirspor und übernahm den Ligakonkurrenten Samsunspor. Gegen Saisonende löste er seinen Vertrag mit Samsunspor in gegenseitigem Einvernehmen auf und trennte sich von diesem Verein. Für die anstehende Saison kehrte er zu Eskişehirspor zurück und trainierte den Verein ein drittes Mal. Die Spielzeit 1973/74 beendete man auf dem 4. Tabellenplatz. Zum Saisonende verließ er Eskişehirspor und wechselte innerhalb der Liga zum Aufsteiger Zonguldakspor. Diesen Verein betreute er bis zum 22. Spieltag und wurde dann durch Turan Bodur ersetzt.
Für die neue Spielzeit 1975/76 wurde er zum vierten Mal als Trainer bei Eskişehirspor vorgestellt und betreute den Verein bis zum 9. Spieltag. Nachdem man an diesem Spieltag mit 0:3 deutlich gegen Göztepe Izmir verloren hatte, trennte sich Matay von dem Verein. Nachdem er ein paar Spieltage ohne Beschäftigung geblieben war, übernahm er Anfang Dezember 1975 Orduspor und betreute diesen Verein bis zum Saisonende.
Nach seinem Abschied von Orduspor arbeitete Matay nach Jahren wieder in der 2. Lig und fing an Antalyaspor zu betreuen. Für die Spielzeit Saison 1978/79 wechselte er innerhalb der Liga und übernahm Kocaelispor.
Im September 1980 kehrte Matay nach fünfjähriger Abstinenz wieder zu Eskişehirspor zurück und wurde hier als Trainer der Reserve- und Nachwuchsmannschaften vorgestellt. Eine Spielzeit später wurde Matay erneut zum Cheftrainer ernannt. Nachdem man aber in acht Ligaspielen nur zwei Punkte holen konnte, wurde das Arbeitsverhältnis mit Matay aufgelöst. Eskişehirspor misslang zum Saisonende der Klassenerhalt, sodass der Verein nach siebzehnjähriger Erstligamitgliedschaft wieder in die 2. Lig abstieg.
Die nächsten Spielzeiten trainierte Matay ausschließlich Mannschaften der dritt- bzw. zweithöchsten Spielklasse, wobei unter den trainierten Vereinen nur Siirt YSE dokumentiert ist.
Die Saison 1986/87 übernahm er ein weiteres Mal seinen in der Zwischenzeit wieder in die 1. Lig aufgestiegenen Heimatverein Eskişehirspor. Nach mehreren erfolglosen Jahren erlebte Eskişehirspor in der Spielzeit 1986/87 unter der Führung von Matay wieder eine erfolgreiche Saison. In der Liga belegte man mit dem 9. Tabellenplatz nach mehreren Jahren die beste Platzierung. Zudem führte Matay die Mannschaft ins Finale des Türkischen Fußballpokals, hatte aber nach den zwei Finalbegegnungen das Nachsehen gegenüber Gençlerbirliği Ankara. Wenige Wochen nach dem Pokalfinale spielte man im Başbakanlık Kupası (deutsch: Premierminister-Pokal) gegen den Traditionsklub Beşiktaş Istanbul. Die Partie entschied man per Elfmeter für sich und konnte so das dritte Mal in der Vereinsgeschichte diesen Pokal gewinnen. Dabei betreute Matay bei allen drei Premierminister-Pokal-Siegen des Vereins die Mannschaft und wurde damit zu dem Trainer, der diesen Pokal am häufigsten erringen konnte. Trotz dieses Erfolges kam es zum Saisonende zu keiner Vertragsverlängerung zwischen Matay und der Vereinsführung, so dass Matay den Verein zum wiederholten Male verließ.
Matay trainierte die nachfolgenden zwei Jahre dann wieder diverse Mannschaften der dritt- bzw. zweithöchsten Spielklasse. Nachdem er bis zum Sommer 1989 den damaligen Drittligisten Eskişehir Şekerspor betreut hatte, wurde er als neuer Trainer von Eskişehirspor vorgestellt und sollte den abgestiegenen Verein wieder in die 1. Lig führen. Bereits nach drei Monaten im Amt wurde Matay durch Gürcan Berk ersetzt.
Die Saison 1991/92 betreute er erneut Eskişehir Şekerspor und im Anschluss für eine Spielzeit ein weiteres und letztes Mal Eskişehirspor. Anschließend beendete er seine Trainerlaufbahn.

## Tod
Matay verstarb am 12. Mai 2011 im Alter von 83 Jahren. Einen Tag später wurde sein Leichnam nach dem Beerdigungsgebet, das in der Sami Ramazanoğlu Moschee in Eskişehir abgehalten wurde, in seiner Heimatstadt beigesetzt.

## Erfolge

### Als Spieler
- Mit Fenerbahçe Istanbul:
  - İstanbul Futbol Ligi (2): 1952/53

- Mit Eskişehirspor
  - Meisterschaft der TFF 1. Lig: 1965/66
  - Aufstieg in die Süper Lig: 1965/66

### Als Trainer
- Mit Eskişehirspor
  - Meister der TFF 1. Lig und Aufstieg in die Süper Lig: 1965/66
  - Türkischer Vizemeister (1): 1971/72
  - Türkischer Pokalfinalist (1): 1986/87
  - Premierminister-Pokal-Sieger (3): 1965/66, 1971/72, 1986/87
  - Trainer mit den meisten Premierminister-Pokal-Siegen